# قصه عشق و تاریکی
«قصه عشق و تاریکی» (انگلیسی: A Tale of Love and Darkness) یک فیلم به کارگردانی ناتالی پورتمن است که در سال ۲۰۱۵ منتشر شد. این فیلم که اولین تجربه کارگردانی پورتمن به‌شمار می‌رود بر اساس رمان خودزندگینامه‌ای به همین نام نوشته عاموس عوز ساخته شده‌است.
قصه عشق و تاریکی برای اولین بار در جشنواره فیلم کن ۲۰۱۵ به نمایش درآمد.